# Heavenly (album L’Arc-en-Ciel)
Heavenly jest to trzeci album grupy L’Arc-en-Ciel. Został wydany 1 września 1995
Płytę promowały dwa single: „Vivid Colors” i „Natsu no Yūutsu [Time to say Good-bye]” (夏の憂鬱).

## Utwory
1. "Still I'm with You”   –	4:14
2. "Vivid Colors”   – 4:46
3. "and She said”   – 4:43
4. "Garasu Dama” (ガラス玉)   – 5:06
5. "Secret Signs”   – 3:37
6. "C'est la Vie”   – 4:05
7. "Natsu no Yūtsu” (夏の憂鬱)  – 4:13
8. "Cureless” – 4:52
9. "Shizuka no Umi de” (静かの海で)   – 7:14
10. "The Rain leaves a Scar”  – 3:53

## Twórcy
- Hyde – śpiew
- Ken – gitara elektryczna, wokal wspierający
- Tetsu – gitara basowa, wokal wspierający
- Sakura – perkusja